# Junji Itō
Junji Itō (伊藤潤二?, Itō Junji; Nakatsugawa, 31 luglio 1963) è un fumettista e sceneggiatore giapponese.
Considerato uno dei più importanti autori di manga horror, alcune delle sue opere più importanti includono Tomie (1987), dal quale è stata tratta una serie di otto film, tutti sceneggiati dallo stesso Itō, Uzumaki (1998), ispirazione per due videogiochi, un film e un anime, e Gyo - Odore di morte (2001) che ha ricevuto un adattamento OAV. Altre sue famose opere sono Itō Junji Kyoufu Manga Collection, un'antologia di racconti autoconclusivi, Il libro delle maledizioni di Soichi e Ito Junji's Cat Diary: Yon & Mu, un'auto-parodia di lui e sua moglie che vivono in una casa con due gatti.

## Biografia
Junji Itō nacque il 31 luglio 1963 a Sakashita, ora parte di Nakatsugawa, Gifu. Iniziò la sua esperienza nel mondo dell'horror in tenera età, le sue due sorelle maggiori leggevano le storie di Kazuo Umezu e Shinichi Koga, di conseguenza iniziò a leggerle anche lui. Crebbe in campagna, in una piccola città vicino a Nagano e nella casa in cui visse, il bagno era alla fine di un tunnel sotterraneo infestato da cavallette. Tali esperienze influenzeranno molto le sue opere.
Laureato in odontoiatria, intorno al 1984 iniziò a scrivere e disegnare manga come hobby mentre lavorava come odontotecnico. Nel 1987, presentò un racconto alla rivista Gekkan Halloween (月刊ハロウィン) che vinse il premio Kazuo Umezu, indetto dalla rivista per manga horror Nemuki. Questo racconto fu successivamente serializzato come Tomie, da cui fu tratto nel 1999 un film diretto da Ataru Oikawa, con Itō come sceneggiatore. La serie Tomie continuò con altri sette film, scritti sempre da Itō, che realizzò anche altre sceneggiature, per film quali Uzumaki e Marronnier.
Il regista Guillermo del Toro scrisse sul suo account Twitter che Itō era originariamente un collaboratore del videogioco Silent Hills, di cui sia Del Toro che il game designer Hideo Kojima erano i registi principali; tuttavia, un anno dopo l'annuncio, il progetto fu annullato per via della disputa creativa tra Hideo Kojima e Konami. Nel successivo progetto di Kojima, ossia Death Stranding, pubblicato nel 2019, Itō fece un cameo e Del Toro ebbe un ruolo principale.
Nel 2019, Itō ricevette un Eisner Award per il suo adattamento manga di Frankenstein di Mary Shelley.

### Vita privata
Nel 2006, ha sposato Ishiguro Ayako (石黒亜矢子), una disegnatrice di libri illustrati, con cui ha avuto due figli.

## Influenze e tematiche
Oltre a Kazuo Umezu, Itō ha citato Hideshi Hino, Shinichi Koga, Yasutaka Tsutsui e H.P. Lovecraft come maggiori ispirazioni per le sue opere. 
L'universo che rappresenta è crudele e capriccioso; i suoi personaggi, spesso senza nessuna valida motivazione, sono vittime di forze soprannaturali maligne o sono puniti sproporzionatamente per infrazioni minori ai danni di un ordine naturale sconosciuto e incomprensibile. Alcuni dei temi ricorrenti dei lavori di Itō includono la gelosia, l'invidia, il body horror, personaggi apparentemente normali che iniziano ad avere comportamenti anomali, la rottura della società, la fauna abissale e l'inevitabilità della propria morte; il tutto illustrato da un disegno realistico e semplice, che enfatizza il contrasto tra la bellezza e la morte. Gli eventi narrati sono imprevedibili e violenti e derivano da situazioni normali.
Tomie è ispirato dalla morte di un suo compagno di classe, non riuscendo ad accettare l'improvvisa scomparsa di un ragazzo che conosceva, si aspettava che egli si presentasse di nuovo; fu così che gli venne l'idea di una ragazza considerata morta ma che si ripresenta come se nulla fosse. Gyō è influenzato dai suoi sentimenti anti guerra, sviluppati da bambino, a causa delle tragiche e spaventose storie di guerra raccontate dai suoi genitori. "The Hanging Balloons" è basato su un sogno che fece da bambino.

## Opere
- The Junji Ito Color Comic Collection
  - Volume 1: Tomie (富江) 1997, ISBN 4257903139
  - Volume 2: Tomie PART 2 (富江 PART 2) 1997, ISBN 4257903147
  - Volume 3: Flesh Colored Horror (肉色の怪 Nikuiro no Kai) 1997, ISBN 4257903155
  - Volume 4: The Face Burglar (顔泥棒 Kao dorobō) 1998, ISBN 4257903163
  - Volume 5: Souichi's Diary of Delights (双一の楽しい日記 Sōichi no Tanoshi i Nikki) 1998, ISBN 4257903171
  - Volume 6: Souichi's Diary of Curses (双一の呪い日記 Sōichi no noroi nikki) 1998, ISBN 425790318X
  - Volume 7: Slug Girl (なめくじの少女 Namekuji no shōjo) 1998, ISBN 4257903198
  - Volume 8: Blood-bubble Bushes (血玉樹 Chitamaki) 1998, ISBN 4257903201
  - Volume 9: Hallucinations (首幻想 Kubi gensō) 1998, ISBN 425790321X
  - Volume 10: House of the Marionettes (あやつりの屋敷 Ayatsuri no yashiki) 1998, ISBN 4257903228
  - Volume 11: The Town without Streets (道のない街 Michi no nai machi) 1998, ISBN 4257903236
  - Volume 12: The Bully (いじめっ娘 Ijimekko) 1998, ISBN 4257903244
  - Volume 13: The Circus is Here (サーカスが来た Sākasu ga kita) 1998, ISBN 4257903252
  - Volume 14: The Story of the Mysterious Tunnel (トネルの譚 Ton'neru kitan) 1998, ISBN 4257903260
  - Volume 15: Lovesick Dead (死びとの恋わずらい Shibito no koiwazurai) 1998, ISBN 4257903279 (Lovesick Dead, Hikari edizioni, 2019, ISBN 9788871820255)
  - Volume 16: Frankenstein (フランケンシュタイン) 1999, ISBN 4257903597
- Uzumaki (うずまき) (Uzumaki. Spirale: 1, Star Comics, 2018, ISBN 9788822608567 e Uzumaki. Spirale: 2, Star Comics, 2018, ISBN 9788822608611)
  - うずまき 1 1998, ISBN 4091857213
  - うずまき 2 1999, ISBN 4091857221
  - うずまき 3 1999, ISBN 409185723X
- Gyo (ギョ) (Gyo. Odore di morte, Star Comics, 2018, ISBN 9788822610423)
  - ギョ 1 2002, ISBN 4091860818
  - ギョ 2 2002, ISBN 4091860826
- Yami no Koe (闇の声) 2003, ISBN 4257904895
- Mimi no Kaidan (ミミの怪談) 2003, ISBN 4840104840
- Hellstar Remina (地獄星レミナ Jigokusei Remina) 2005, ISBN 4091860834 (Remina l'astro infernale, Star Comics, 2018, ISBN 9788822611369)
- Shin Yami no Koe Kaidan (新・闇の声 潰談) 2006, ISBN 4257905689
- Museum of Terror
  - Volume 1: Tomie 2007, ISBN 9784022670052 (Tomie, Hazard, 2006, ISBN 978-88-7502-084-2 / Tomie, Edizioni JPOP, 2017, ISBN 9788832750430)
  - Volume 2: Tomie 2007, ISBN 9784022670069 (Tomie, Edizioni JPOP, 2017, ISBN 9788832750430)
  - Volume 3: The Long Hair in the Attic (屋根裏の長い髪 Yaneura no nagai kami) 2007, ISBN 9784022670076
  - Volume 4: Kakashi (案山子) 2007, ISBN 9784022670083
  - Volume 5: Rojiura (路地裏) 2007, ISBN 9784022670090
  - Volume 6: Souichi no katte na noroi (双一の勝手な呪い) 2007, ISBN 9784022670106 (Il libro delle maledizioni di Soichi, JPOP, 2018, ISBN 9788832755923)
  - Volume 7: Umeku haisuikan (うめく配水管) 2007, ISBN 9784022670113
  - Volume 8: Shirosunamura chitan (白砂村血譚) 2007, ISBN 9784022670120
  - Volume 9: Oshikiri idan & Frankenstein (押切異談&フランケンシュタイン) 2007, ISBN 9784022670137 (Il mostro - Frankenstein e altre storie, JPOP, 2020, ISBN 978-8834903643)
  - Volume 10: Shibito no Koi Wazurai (死びとの恋わずらい) 2007, ISBN 9784022670144
- Cat Diary: Yon & Moo (猫日記 よん&むー Neko Nikki Yon to Mū) 2009, ISBN 4063376648 (Junji Ito's Cat Diary: Yon & Mu, Panini Comics, 2018, ISBN 9788891285355)
- Black Paradox (ブラックパラドクス) 2009, ISBN 409182532X (Black Paradox, Star Comics, 2019, ISBN 9788822612304)
- Yuukoku no Rasputin (憂国のラスプーチン)
  - Volume 1 2010, ISBN 4091836100
  - Volume 2 2011, ISBN 4091838596
  - Volume 3 2011, ISBN 4091841546
  - Volume 4 2012, ISBN 4091844545
  - Volume 5 2012, ISBN 4091846572
  - Volume 6 2012, ISBN 4091848060
- Yōkai kyōshitsu(溶解教室) 2014, ISBN 4253132995 (Dissolving Classroom, Star Comics, 2018, ISBN 9788822611901)
- No Longer Human (人間失格 Ningen Shikkaku)
  - Volume 1 2017, ISBN 4091897185 (Lo squalificato: 1, Star Comics, 2018, ISBN 9788822610782)
  - Volume 2 2018, ISBN 4091898262 (Lo squalificato: 2, Star Comics, 2018, ISBN 9788822610799)
  - Volume 3 2018, ISBN 4098600560 (Lo squalificato: 3, Star Comics, 2019, ISBN 9788822610805)
- Sensor (センサー) 2019, ISBN 9784022142849
- Itou Junji Tanpenshuu: BEST OF BEST (伊藤潤二短編集 BEST OF BEST) 2019, ISBN 4098602156 (Junji Ito best of best, Star Comics, 2019, ISBN 9788822615978)

## Adattamenti
- The Fearsome Melody (戦慄の旋律 Senritsu no Senritsu) di Takumi Kimizuga (1992)
- Tomie di Ataru Oikawa (1999)
- Tomie: Another Face di Toshirō Inomata (1999)
- Tomie: Replay di Tomijiro Mitsuishi (2000)
- Uzumaki (うずまき) di Higuchinsky (2000)
- Gravemarker Town (墓標の町 Bohyou no Machi) di Kenji Nakanishi (2000)
- The Face Burglar (顔泥棒 Kao Dorobou) di Kenji Nakanishi (2000)
- The Hanging Balloons (首吊り気球 Kubitsuri no Kikyuu) di Issei Oda (2000)
- Long Dream (長い夢 Nagai Yume) di Higuchinsky (2000)
- Oshikiri (押切) di Zenboku Sato (2000)
- Tomie: Re-birth (富江 re-birth) di Takashi Shimizu (2001)
- Love Ghost (死びとの恋わずらい Shibito no koiwazurai) di Kazuyuki Shibuya (2001)
- Scarecrow (案山子 Kakashi) di Norio Tsuruta (2001)
- Tomie: Forbidden Fruit (富江 最終章 -禁断の果実 Tomie: Saishuu-shō - kindan no kajitsu) di Shun Nakahara (2002)
- Marronnier (マロニエ) di Akira Kobayashi (2004)
- The Groaning Drain (うめく排水管 Umeku Haisuikan) di Ataru Oikawa (2004)
- Tomie: Beginning (富江 BEGINNING) di Ataru Oikawa (2005)
- Tomie: Revenge (富江 REVENGE) di Ataru Oikawa (2005)
- Tomie vs Tomie (富江 vs 富江) di Tomohiro Kubo (2007)
- Tomie Unlimited di Noboru Iguchi (2011)

### Anime
- Gyo - Odore di morte di Takayuki Hirao (2012)
- Junji Ito Collection (伊藤潤二『コレクション』Itō Junji Korekushon) di Shinobu Tagashira (2018)
- Junji Ito Maniac: Japanese Tales of the Macabre (伊藤潤二『マニアック Itō Junji Maniakku) di Shinobu Tagashira (2023)
- Uzumaki (2024)
- Junji Ito: Crimson (TBA)